# Santiago Buitrago
Buitrago  Sánchez est un nom espagnol. Le premier nom de famille, en général paternel, est Buitrago ; le second, en général maternel, souvent omis, est Sánchez.
Santiago Buitrago Sánchez, né le 26 septembre 1999 dans le département de Boyacá, est un coureur cycliste colombien. Il a notamment remporté une étape du Tour d'Italie en 2022 et 2023 et est monté sur la troisième marche du podium sur Liège-Bastogne-Liège 2023.

## Biographie
Santiago Buitrago commence le cyclisme à l'âge de 11 ans grâce à son père, fan de ce sport. Chez les juniors (moins de 19 ans), il rejoint la Fondation Esteban Chaves. En 2017, il gagne deux étapes et termine troisième de la « Vuelta del Porvenir » (l'équivalent du Tour de Colombie juniors). Il se classe également quatrième du championnat de Colombie du contre-la-montre juniors. En 2018, il rejoint l'équipe colombienne des moins de 23 ans, le Team AV Villas. L'année suivante, il a l'occasion de faire le grand saut en Europe en rejoignant le Team Cinelli, un club amateur italien qui recherchait un grimpeur colombien. Il remporte le Trofeo Comune di Lamporecchio et montre ses qualités de grimpeur sur le Tour du Val d'Aoste, une course par étapes réputée du calendrier des espoirs. Lors de celui-ci, il termine sixième du général et se classe à quatre reprises dans le top 10 d'étapes.

### Bahrain

#### 2020-2021
En 2020, il passe professionnel au sein de l'équipe World Tour Bahrain-McLaren où il fait ses débuts en terminant dix-neuvième du Tour Down Under. Cette saison est marquée par un arrêt des courses entre mars et août en raison de la pandémie de Covid-19. En septembre, il est quinzième du Tour de Luxembourg, puis participe le mois suivant au Tour d'Espagne, son premier grand tour, qu'il termine 53e. En 2021, il termine notamment troisième du Circuit de Getxo — où il arrive pour la victoire dans un groupe de trois — et huitième du classement général du Tour de Burgos.

#### 2022
Son année 2022 marque une progression dans sa carrière. Pour sa première course de la saison, il décroche sa première victoire internationale lors de la deuxième étape du Tour d'Arabie saoudite. Il s'impose devant Andrea Bagioli dans un sprint à deux à l'issue d'une ascension finale de 1 600 mètres et endosse le maillot de leader. Il termine finalement deuxième au général de l'épreuve. Huitième du Tour des Alpes, il est ensuite aligné sur son premier Tour d'Italie au service de Mikel Landa. Lors de la 15e étape, Buitrago termine deuxième derrière Giulio Ciccone — vainqueur en solitaire — à l'issue d'une échappée. Deux jours plus tard, il figure à nouveau dans la bonne échappée et remporte en solitaire la 17e étape, également montagneuse, après avoir distancé ses derniers compagnons d'échappée malgré une chute. Il se classe finalement douzième au classement général, alors que Landa et Pello Bilbao occupe respectivement la troisième et cinquième place finale, ce qui permet à l'équipe Bahrain-Victorious de gagne le classement par équipes. En août, il remporte la première étape du Tour de Burgos et porte le maillot de leader pendant deux jours. Il recule ensuite au classement et termine huitième du classement final. Il enchaine avec le Tour d'Espagne, mais, testé positif au SARS-CoV-2, il est non-partant lors de la douzième étape.

#### 2023
En 2023, il se classe dans le top 5 de trois des cinq étapes du Tour d'Andalousie et termine sur le podium du classement général derrière Tadej Pogačar et son coéquipier Mikel Landa. Le 23 avril, il termine notamment troisième de Liège-Bastogne-Liège derrière Remco Evenepoel et Tom Pidcock. Le 26 mai, membre de l'échappée initiale, il gagne la 19e étape du Tour d'Italie aux Tre Cime di Lavaredo, dépassant Derek Gee à 1 500 m de l'arrivée. En septembre, son équipe annonce la prolongation de son contrat jusqu'en fin d'année 2026.

#### 2024
Il commence l'année 2024 en se classant deuxième de la 4e étape et du classement général du Tour de la Communauté valencienne derrière Brandon McNulty et remporte le classement du meilleur jeune de ce tour. Le 6 mars, il gagne en solitaire la 4e étape de Paris-Nice en lâchant son compagnon d'échappée, Luke Plapp à 1 200 m de l'arrivée au sommet du Mont Brouilly. Lors des classiques printanières, son meilleur résultat est une cinquième place sur la Flèche wallonne. En juillet, il se classe dixième de son premier Tour de France.

## Palmarès

### Palmarès amateur
- 2017
  - 1re et 4e (contre-la-montre) étapes du Tour de Colombie juniors
  - 3e du Tour de Colombie juniors
- 2019
  - Trofeo Comune di Lamporecchio
  - 2e du Gran Premio Chianti Colline d'Elsa
  - 2e de la Coppa 29 Martiri di Figline di Prato
  - 3e de Milan-Rapallo

### Palmarès professionnel
- 2021
  - 3e du Circuit de Getxo
- 2022
  - 2e étape du Tour d'Arabie saoudite
  - 17e étape du Tour d'Italie
  - 1re étape du Tour de Burgos
  - 2e du Tour d'Arabie saoudite
- 2023
  - 19e étape du Tour d'Italie
  - 3e du Tour d'Arabie saoudite
  - 3e du Tour d'Andalousie
  - 3e de Liège-Bastogne-Liège
  - 10e du Tour d'Espagne
- 2024
  - 4e étape de Paris-Nice
  - 2e du Tour de la Communauté valencienne
  - 5e de la Flèche wallonne
  - 10e du Tour de France
- 2025
  - Tour de la Communauté valencienne : 
    - Classement général
    - 2e et 4e étapes

  - 2e du Tour des Alpes-Maritimes
  - 6e de la Flèche wallonne

## Résultats sur les grands tours

### Tour de France
2 participations
- 2024 : 10e
- 2025 : 40e

### Tour d'Italie
2 participations
- 2022 : 12e, vainqueur de la 17e étape
- 2023 : 13e, vainqueur de la 19e étape

### Tour d'Espagne
3 participations
- 2020 : 53e
- 2022 : non-partant (12e étape)
- 2023 : 10e

## Classements mondiaux
| Année                                 | 2019  | 2020 | 2021 | 2022 | 2023 | 2024 |
| ------------------------------------- | ----- | ---- | ---- | ---- | ---- | ---- |
| Classement mondial                    | 2248e | 596e | 327e | 150e | 45e  | 75e  |
| UCI America Tour                      | 351e  | 43e  | 28e  | 14e  | 4e   | 10e  |
|                                       |       |      |      |      |      |      |
| Légende : nc = non classéSource : UCI |       |      |      |      |      |      |